# Urosaurus lahtelai
Urosaurus lahtelai (баха-каліфорнійська кущова ящірка) — вид ігуаноподібних ящірок родини фриносомових (Phrynosomatidae). Ендемік Мексики.

## Поширення і екологія
Баха-каліфорнійські кущові ящірки поширені на невеликій території в північній частині Каліфорнійського півострова в штаті Баха-Каліфорнія. Вони живуть в пустельних, кам'янистих ландшафтах, де трапляються серед гранітних валунів та на деревах.